# Guy Lauzon
Pour les articles homonymes, voir Lauzon.
Guy Lauzon, né le 6 avril 1944 à St. Andrews Ouest (Ontario) et mort le 22 juin 2025 à Cornwall, est un entrepreneur et homme politique canadien. 
Il est député à la Chambre des communes du Canada de la circonscription de Stormont—Dundas—South Glengarry, sous la bannière du Parti conservateur du Canada de 2004 à 2019.

## Biographie
Guy Lauzon naît le 6 avril 1944 à St. Andrews Ouest en Ontario.
Lors des élections fédérales de 2000, il se présente comme candidat de l'Alliance canadienne dans la circonscription de Stormont—Dundas—Charlottenburgh. Il termine deuxième à 2 962 voix derrière le libéral Bob Kilger (en). Après la fusion de l'Alliance canadienne avec le Parti progressiste-conservateur du Canada pour former le Parti conservateur du Canada en 2003, Lauzon se joint à la nouvelle formation et se présente sous cette bannière aux élections de 2004 dans la nouvelle circonscription de Stormont—Dundas—South Glengarry où il est élu obtenant 44,8 % des voix contre 36,8 % des voix pour son ancien adversaire libéral Kilger. Il est réélu aux élections de 2006, 2008, 2011 et 2015 obtenant la majorité des voix à chaque scrutin. En 2019, il cède sa place à son collègue conservateur Eric Duncan qui remporte lui aussi une majorité des voix.
Guy Lauzon meurt le 22 juin 2025 dans un centre de soins palliatifs à Cornwall, à l'âge de 81 ans,,.